# Бре-сюр-Сомм (кантон)

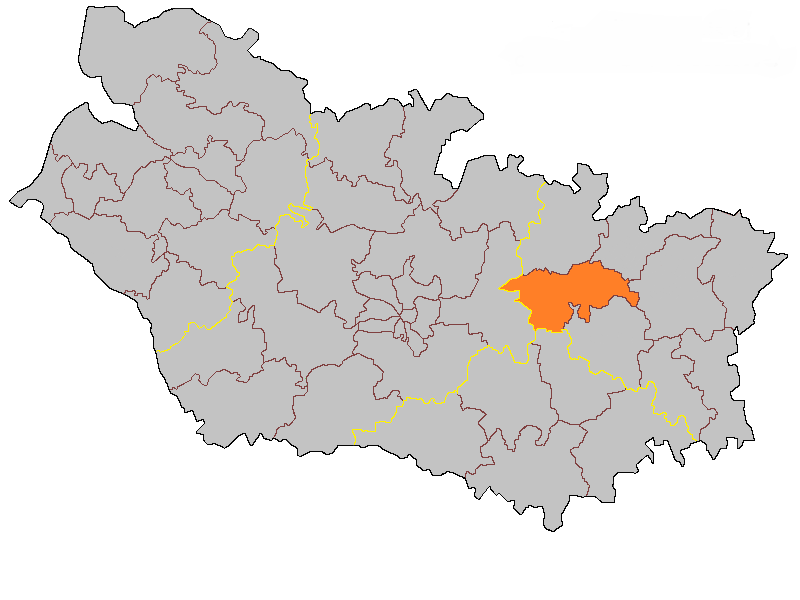
Кантон Бре-сюр-Сомм на карте департамента Сомма

Бре-сюр-Сомм (фр. Bray-sur-Somme) — упраздненный кантон во Франции, регион Пикардия, департамент Сомма. Входил в состав округа Перонн.
В состав кантона входили коммуны (население по данным Национального института статистики за 2009 г.):
- Бре-сюр-Сомм (1 245 чел.)
- Виль-сюр-Анкр (282 чел.)
- Каппи (545 чел.)
- Ла-Невиль-ле-Бре (271 чел.)
- Мерикур-л'Аббе (571 чел.)
- Мерикур-сюр-Сомм (186 чел.)
- Моркур (276 чел.)
- Морланкур (366 чел.)
- Сайи-ле-Сек (366 чел.)
- Сайи-Лоретт (309 чел.)
- Серизи (479 чел.)
- Сюзанн (194 чел.)
- Трё (248 чел.)
- Фриз (183 чел.)
- Шипийи (189 чел.)
- Шуиньоль (156 чел.)
- Эклюзье-Во (86 чел.)
- Эрбекур (187 чел.)
- Этинам (327 чел.)

## Экономика
Структура занятости населения:
- сельское хозяйство — 13,9 %
- промышленность — 14,1 %
- строительство — 7,6 %
- торговля, транспорт и сфера услуг — 25,1 %
- государственные и муниципальные службы — 39,3 %

## Политика
На президентских выборах 2012 г. жители кантона отдали в 1-м туре Марин Ле Пен 27,3 % голосов против 26,6 % у Франсуа Олланда и 23,9 у Николя Саркози, во 2-м туре в кантоне победил Олланд, получивший 52,0 % голосов (2007 г. 1 тур: Саркози  — 27,6 %, Сеголен Руаяль— 22,0 %; 2 тур: Саркози — 52,1 %). На выборах в Национальное собрание в 2012 г. по 5-му избирательному округу департамента Сомма они поддержали кандидата партии Новый центр, действующего депутата Стефана Демийи, получившего 47,4 % голосов в 1-м туре и 60,4 % голосов - во 2-м туре.
|  | Кандидат        | Партия        | % голосов |
|  | --------------- | ------------- | --------- |
|  | Марсель Гио     | Прочие правые | 37,27     |
|  | Даниель Лагаш   | Прочие правые | 34,48     |
|  | Жерри Дефландер | Левые партии  | 28,24     |